# Robert Wilson Reford
Pour les articles homonymes, voir Robert Wilson, Wilson et Redford.
Robert Wilson Reford (1867-1951) était un photographe, un homme d'affaires et un collectionneur canadien.

## Biographie
Robert Wilson Reford est né à Montréal en 1867. Fils aîné de Robert Reford et de Katherine Drummond, il fit ses études au Upper Canada College à Toronto et au Lincoln College de Sorel. Son père était le fondateur de la compagnie de transport maritime Robert Reford qui fut établie à Montréal en 1866. En 1888, il commença son apprentissage en affaires en devenant commissaire de bord sur un bateau de la compagnie de transport Thomson sur la Méditerranée. En mars 1889, on l'envoya à Victoria où il devint assistant directeur au Mount Royal Rice Mills, une compagnie que son père avait fondée en 1889 et qui possédait des moulins à Montréal et à Victoria. Il devint responsable du Thermopylae, un voilier dont Robert Reford avait fait l'acquisition en 1890 afin de transporter du riz en provenance de l'Orient vers Victoria. Il travailla ensuite dans les agences maritimes d'Anvers et de Paris. À son retour à Montréal, il se joignit au personnel de la compagnie Robert Reford. Il maria Mary Elsie Stephen Meighen, qui deviendra alors Elsie Reford, en juin 1894 et eut deux fils, Bruce et Eric. En 1902, ils firent bâtir une résidence sur la rue Drummond par l'architecte Robert Findlay.

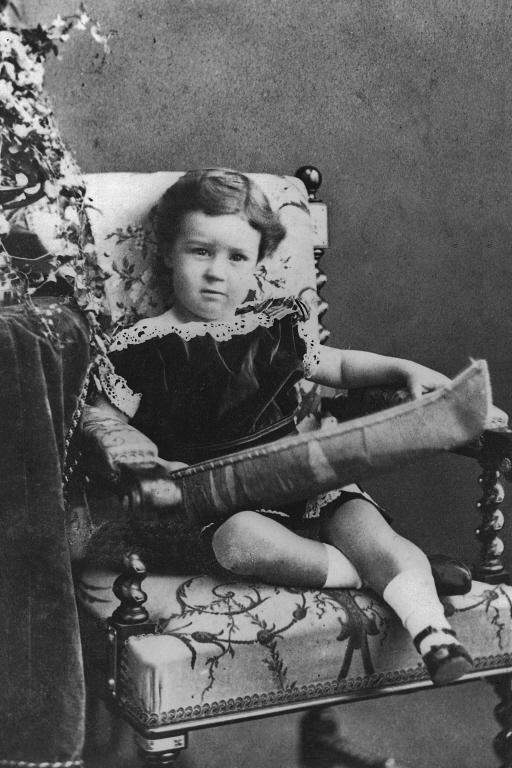
Master Robert W. Reford, Montréal, 1870

Robert Reford aimait la photographie et la peinture. Il fit l'acquisition d'une de ses premières caméras Kodak en 1888 et devint l'un des plus prolifiques photographes amateurs du Canada. Pendant son séjour en Colombie-Britannique, il photographia les villages Haïda dans les îles de la Reine Charlotte, la communauté chinoise à Victoria et l'usine du Mount Royal Rice Mills. Ces albums de photographies furent donnés par la famille Reford aux Archives nationales du Canada et sont considérés comme faisant partie des trésors de la collection.
En 1906, il devint un partenaire dans l'entreprise de son père, la Robert Reford Company, et lui succéda comme président à la mort de ce dernier, en 1913. La Compagnie Robert Reford était agent de la « Cunard White Star » depuis 1911. Les billets des bateaux de la Cunard en partance de Montréal étaient vendus par les bureaux de l'agence Robert Reford à Montréal, Toronto, Québec et Saint-Jean, Nouveau-Brunswick. Robert Reford était aussi actif dans le domaine des affaires. Il fut le président du Montreal Board of Trade en 1912. Durant la Première Guerre mondiale, il fut le vice-président de la branche montréalaise du Fond Patriotique Canadien. Il agit comme président du Canadian Club de 1915 à 1916. En 1919, il devint directeur de la Cunard Line.
La passion principale de Robert Reford était de collectionner les œuvres d'art. Il rassembla l'une des plus grandes collections d'œuvres d'art européennes et canadiennes au Canada. Sa collection réunissait plus de 200 œuvres d'artistes européens, en passant par Agnolo Bronzino jusqu'à Claude Monet. La collection d’œuvres canadiennes de Robert Reford était encore plus considérable, avec plus de 3 000 objets, des peintures, aquarelles, gravures, pièces de monnaie et médailles. Il fut gouverneur du Montreal Art Association et membre du comité muséal du Musée McCord. Il était lui-même un artiste et passa plusieurs heures à dessiner à Métis, à son camp de chasse Cariboo, sur les lacs et dans les forêts du sud de Rimouski. Affaibli par le diabète et le cancer, il mourut à Montréal le 15 novembre 1951.

## Sources
- Jardins de Métis, Les guides des jardins du Québec, Éditions FIDES, texte d'Alexander Reford, traduction d'Albert Beaudry.
- Jardins de Métis - Histoire - Elsie Reford et sa famille